# Fælles Kurs
Fælles Kurs („Gemeinsamer Kurs“) war eine linkspopulistische dänische Partei um den „Seemannsboss“ Preben Møller Hansen. Die Partei bestand von 1986 bis 2001. Von 1987 bis 1988 war sie mit vier Mandaten im Folketing vertreten.
Der Parteigründer Preben Møller Hansen (1929–2008) war seit 1968 Vorsitzender des Sømændenes Forbund, der Gewerkschaft der Seeleute. Viele Dänen kannten ihn wegen seiner dreisten Sprache, wenn er die Interessen des kleinen, aber sehr politisch aktivistischen Gewerkschaftsbundes verteidigte, oder weil er oft im Hawaiihemd gekleidet war. Seit 1956 war er Mitglied der Kommunistischen Partei Dänemarks (DKP), die er von 1975 bis 1976 in der Bürgervertretung (Stadtrat) Kopenhagens vertrat.
Fælles Kurs entstand 1960 als Titel einer Fraktionszeitung für kommunistische Mitglieder innerhalb des Seeleute- und Schiffsheizergewerkschaftsbunds, mit der Parole „Für Frieden und Sozialismus“. „Fælles Kurs“ war auch die Bezeichnung einer Wahlliste, die sich allmählich eine Mehrheit in den Gremien des Gewerkschaftsbundes sicherte.
1979 wurde Møller Hansen wegen derbe Angriffe auf die DKP-Führung von der Partei ausgeschlossen. Der Streit ging unter anderem darüber, dass er die Sozialdemokratie konsequent als Klassenfeind bezeichnete. Danach bildete er Fælles Kurs Klubben, ein politisches Forum für gewerkschaftlich Aktive und Rentner. Es gab auch soziale Einschläge, wie Einkaufsfahrten über die dänisch-deutsche Grenze.
Aus Fælles Kurs Klubben wurde am 19. April 1986 Arbejderpartiet Fælles Kurs gebildet.
Widerstand gegen die EG war ein wichtiger Inhalt, besonders wegen der freien Beweglichkeit der Arbeitskräfte, die eine Bedrohung der dänischen Lohn- und Arbeitsverhältnisse darstellte. Die Partei war gegen Flüchtlinge und Immigranten, eine ungewöhnliche Position einer linken Partei. Andere Forderungen waren ein bedingungsloses Grundeinkommen für Arbeitslose und Kranke, und Rentner sollten kostenlose Arzneimittel, Haushaltshilfe und Benutzung der öffentlichen Verkehrsmittel, Streichung der Rundfunkgebühren, bezahlten Urlaub, subventionierte Telefonabonnemente und ein Jahr kostenlosen Besuch einer Heimvolkshochschule erhalten. Das Militär sollte abgeschafft werden, aber ein Zivil- und Katastrophenschutz erhalten bleiben.
Die Partei engagierte sich in Organisationen für Freundschaftsarbeit mit der Sowjetunion, Kuba, Libyen und später Nordkorea.
Die Partei erhielt bei der Folketingswahl am 8. September 1987 2,2 % der Stimmen und vier Mandate. Neben Preben Møller Hansen waren es Henrik Berlau und Kurt Frederiksen, die auch Funktionäre in der Gewerkschaft der Seeleute waren, und der frühere DKP-Kommunist Jørgen Tved. Die Abgeordneten der Partei drückten sich während der Sitzungen sehr informal aus und erhielten zahlreiche Ordnungsrufe.
Am 10. Mai 1988 verfehlte die Partei knapp die Sperrklausel mit 1,9 % der Stimmen. Die vorgezogene Wahl wurde ausgelöst, als die Regierung Poul Schlüter im Bereich der Sicherheitspolitik und das Verhältnis zur NATO gedemütigt wurde. Die sozialliberale Radikale Venstre, die die Regierung tolerierte, und die oppositionelle Sozialdemokratie stimmten zusammen für eine Resolution, wonach ausländische Kriegsschiffe mit möglichen Atomwaffen aus dänischen Häfen verbannt sein würden.
Bei der Wahl 1990 verband sich die Partei mit der rechtspopulistischen Trivselspartiet („Gedeihenspartei“), einer Parteibildung von Mogens Glistrup, nachdem er in der von ihm gegründeten Fortschrittspartei marginalisiert wurde. Glistrup erhielt als Kandidat der Fælles-Kurs-Liste 2700 Stimmen, aber die Partei insgesamt wurde mit 1,8 % wieder nicht gewählt.
Fælles Kurs war von 1989 bis 2001 im Stadtrat Kopenhagens vertreten, in den letzten drei Jahren von Møller Hansen.
2001 löste sich die Partei auf und forderte die Mitglieder auf, der Kommunistischen Partei Dänemarks beizutreten.